# 시마부쿠로 히로코
시마부쿠로 히로코(일본어: 島袋 寛子, 1984년 4월 7일~)는 일본의 가수이다. hiro란 예명으로 활동하며, 전 SPEED 멤버였다. 오키나와현 기노완시 출신이다. 신장은 165 cm, 최종 학력은 도쿄 도립 요요기 고등학교를 졸업했다. 라이징 프로덕션 소속이며, 레코드회사로는 에이벡스에 소속되어 있다.
SPEED로 활동하였으며, 2004년 8월부터 재즈 프로젝트 Coco d'Or로 활동을 시작했다.